# L-ソルボースデヒドロゲナーゼ
L-ソルボースデヒドロゲナーゼ（L-sorbose 1-dehydrogenase, SDH）は、次の化学反応を触媒する酸化還元酵素である。
L-ソルボース + 受容体 {\displaystyle \rightleftharpoons } 1-デヒドロ-L-ソルボース + 還元型受容体
反応式の通り、この酵素の基質はL-ソルボースと受容体、生成物は 1-デヒドロ-L-ソルボースと還元型受容体である。
組織名はL-sorbose:acceptor 1-oxidoreductaseである。